# Arrigo Jacchia
Arrigo Jacchia (Lugo, 12 dicembre 1891 – Roma, 25 dicembre 1963) è stato un giornalista italiano.

## Biografia
Discendente della numerosa comunità ebraica di Lugo, si trasferisce giovanissimo a Roma, dove nel 1912, a soli 21 anni, è già redattore del quotidiano Il Messaggero. Successivamente è corrispondente parlamentare per La Stampa di Torino e Il Secolo di Milano. Le leggi razziali interrompono la sua attività. Jacchia comunque non lascia Roma.
Dopo la Liberazione della capitale (4 giugno 1944) il PWB alleato sceglie Jacchia come direttore del proprio quotidiano ufficiale, il Corriere di Roma, che viene stampato negli stabilimenti del Messaggero. Il giornale visse dal 6 giugno 1944 al 19 gennaio 1945. Esaurito il suo compito, il PWB cedette gli stabilimenti di via del Tritone a una cooperativa di giornalisti, che pubblicò il quotidiano indipendente Il Giornale del Mattino. Arrigo Jacchia fu direttore anche di questo quotidiano, che visse dal 20 gennaio 1945 all'aprile 1946, quando tornò in edicola Il Messaggero.
La data scelta per il ritorno in edicola del quotidiano più letto della capitale fu il 21 aprile, Natale di Roma. A Jacchia fu concesso l'onore della direzione del prestigioso organo di stampa, che mantenne fino a settembre dello stesso anno.
Nel 1947 fu direttore de La Repubblica d'Italia, quotidiano del pomeriggio che ebbe breve durata.

## Jacchia e Arnold Zweig

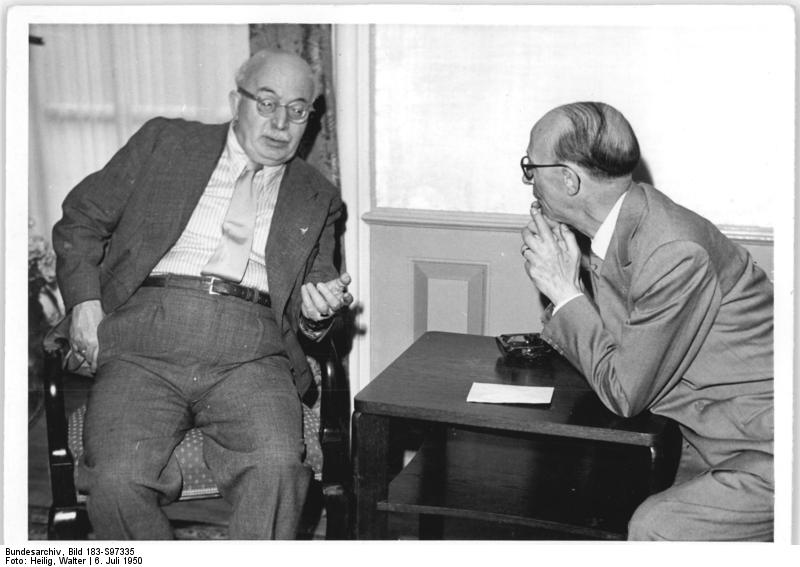
Arrigo Jacchia con Arnold Zweig (1950)

Nel 1950 Jacchia incontrò a Berlino l'intellettuale tedesco Arnold Zweig. Scrittore di religione ebraica, Zweig aveva lasciato la Germania dopo l'ascesa di Hitler al potere (1933) e si era stabilito in Palestina. Dopo la seconda guerra mondiale aveva deciso di stabilirsi nella Germania dell'Est ed era diventato presidente dell'Accademia delle arti del suo nuovo Paese.

## Opere
- Scorribanda nel paese dei soviet, 1948
- Danubio controcorrente, 1951, Macchia, Roma